# Centro Internacional de Fotografía
El Centro Internacional de Fotografía (en inglés: International Center of Photography o ICP) es una escuela de fotografía, un museo y un centro de investigación fotográfica situado en Midtown Manhattan, en la ciudad de Nueva York. Se creó en 1974 y es la institución encargada, desde 1985, de otorgar los premios de fotografía Infinity Awards.

## Trayectoria
Kornél Friedmann fundó el centro en la Musseum mile (Milla de los museos),  zona de la quinta avenida neoyorquina así denominada porque allí se concentran una decena de museos. Desde 1974 se han realizado más de quinientas exposiciones en el mismo y se ha presentado el trabajo de unos 3000 fotógrafos y de otros artistas. El origen del centro surge ante la necesidad de preservar la fotografía de reportaje y especialmente el trabajo de su hermano Ernö Friedmann y de fotógrafos como Werner Bischof, David Seymour, André Kertész, Leonard Freed y Dan Weiner. En consecuencia, en 1966 creó una fundación, llamada Fund for Concerned Photography, con este fin y ocho años después se creó su sede.
En 1985 se creó una subsede en Midtown Manhattan y en 1999 se vendió la sede de la quinta avenida abriéndose la actual en el 2000. De este modo se pudo disponer de unas instalaciones más adaptadas a las tareas educativas y a su función como museo. La escuela tiene unos 5.000 alumnos cada año ofreciendo clase de unas 400 asignaturas para obtener diversos máster, certificados y grados especializados. También dispone de una biblioteca especializada en fotografía de gran calidad y realiza publicaciones sobre estos temas de artes visuales.
Como museo dispone de una importante colección de fotografías de Weegee, Roman Vishniac y Robert y Cornell Capa, así como de otros fotógrafos: W. Eugene Smith, Henri Cartier-Bresson, Alfred Eisenstaedt, Lisette Model, Gordon Parks, James VanDerZee, Garry Winogrand, Carrie Mae Weems, Justine Kurland, Katy Grannan, Vik Muniz, Tomoko Sawada o Susan Meiselas.

## Infinity Awards
El ICP alberga los Premios Infinity, que se inauguraron en 1985 "para llamar la atención del público sobre los logros más destacados en fotografía honrando a personas con carreras distinguidas en el campo e identificando luminarias futuras".

### Premiados
1985
- Master of Photography: André Kertész
- Applied/Fashion/Advertising: Sarah Moon
- Art: David Hockney
- Photojournalism: Alberto Venzago
- Publication: Photo Poche
- Young Photographer: Masaaki Miyazawa (Wikidata)

1986
- Master of Photography: Hiroshi Hamaya
- Lifetime Achievement: Edward K. Thompson
- Art: Lucas Samaras
- Design: Alan Richardson
- Photojournalism: Sebastião Salgado
- Publication: W. Eugene Smith, Let Truth Be the Prejudice: W. Eugene Smith, His Life and Photographs
- Young Photographer: Anthony Suau

1987
- Master of Photography: Manuel Álvarez Bravo
- Lifetime Achievement: Harold Edgerton
- Applied/Fashion/Advertising: Jay Maisel
- Art: Robert Rauschenberg
- Design: Hans-Georg Pospischil
- Photojournalism: Eugene Richards
- Publication: Robert Frank, New York to Nova Scotia
- Young Photographer: Paul Graham

1988
- Master of Photography: Alfred Eisenstaedt
- Lifetime Achievement: Edwin H. Land
- Applied/Fashion/Advertising: Guy Bourdin
- Art: Georges Rousse and Joel-Peter Witkin
- Design: Werner Jeker
- Photojournalism: Sebastião Salgado
- Publication: Richard Misrach, Desert Cantos
- Writing: Peter Galassi
- Young Photographer: Marc Trivier

1989
- Master of Photography: Berenice Abbott
- Lifetime Achievement: Alexander Liberman
- Applied/Fashion/Advertising: Joyce Tenneson
- Art: Arnulf Rainer
- Design: Michael Rand
- Photojournalism: James Nachtwey
- Publication: Josef Koudelka, Exiles
- Writing: John Szarkowski
- Young Photographer: Pablo Cabado

1990
- Master of Photography: Yousuf Karsh
- Lifetime Achievement: Gordon Parks
- Applied/Fashion/Advertising: Annie Leibovitz
- Art: Chuck Close
- Photojournalism: Jacques Langevin
- Publication: Sarah Greenough and Joel Snyder, On the Art of Fixing a Shadow: One Hundred and Fifty Years of Photography
- Writing: Max Kozloff
- Young Photographer: Miro Svolik

1991
- Master of Photography: Harry Callahan
- Lifetime Achievement: Andreas Feininger
- Applied/Fashion/Advertising: Herb Ritts
- Art: Duane Michals
- Design: Gran Fury
- Photojournalism: Antonin Kratochvil
- Publication: Sylvia Plachy, Sylvia Plachy's Unguided Tour
- Writing: Anna Fárová
- Young Photographer: Walter Dhladhla

1992
- Master of Photography: Lennart Nilsson
- Lifetime Achievement: Carl Mydans
- Applied/Fashion/Advertising: Oliviero Toscani
- Art: Doug and Mike Starn
- Design: Gunter Rambow
- Photojournalism: Christopher Morris
- Publication: Irving Penn, Passage: A Work Record
- Writing: Alan Trachtenberg
- Young Photographer: Klaus Reisinger

1993
- Master of Photography: Richard Avedon
- Lifetime Achievement: Stefan Lorant
- Applied/Fashion/Advertising: Geof Kern
- Art: Anselm Kiefer
- Design: David Carson
- Photojournalism: James Nachtwey
- Publication: Jane Livingston, The New York School: Photographs, 1936-1963
- Writing: Arthur C. Danto
- Young Photographer: Nick Waplington

1994
- Master of Photography: Henri Cartier-Bresson
- Lifetime Achievement: Howard Chapnick
- Applied/Fashion/Advertising: Bruce Weber
- Art: Cindy Sherman
- Photojournalism: Hans-Jürgen Burkard
- Publication: Sebastião Salgado and Lelia Wanick Salgado, Workers: An Archaeology of the Industrial Age
- Writing: Maria Morris Hambourg and Pierre Apraxine
- Young Photographer: Fazal Sheikh

1995
- Master of Photography: Eve Arnold
- Lifetime Achievement: John Szarkowski
- Applied/Fashion/Advertising: Josef Astor
- Art: Clarissa Sligh
- Design: Yolanda Cuomo
- Photojournalism: Gilles Peress
- Publication: Eugene Richards, Americans We: Photographs and Notes
- Writing: Deborah Willis
- Young Photographer: Sean Doyle

1996
- Master of Photography: Horst P. Horst
- Lifetime Achievement: Cornell Capa
- Applied/Fashion/Advertising: Wolfgang Volz
- Art: Annette Messager
- Design: Markus Rasp
- Photojournalism: Lise Sarfati
- Publication: Gilles Peress, The Silence
- Writing: A. D. Coleman
- Young Photographer: Eva Leitolf

1997
- Master of Photography: Helen Levitt
- Lifetime Achievement: Robert Delpire
- Applied/Fashion/Advertising: David LaChapelle
- Art: Christian Boltanski
- Design: Chip Kidd
- Photojournalism: Mary Ellen Mark
- Publication: Chris Riley and Douglas Niven, The Killing Fields
- Writing: Vicki Goldberg
- Young Photographer: Lauren Greenfield

1998
- Master of Photography: Roy DeCarava
- Lifetime Achievement: Naomi Rosenblum and Walter Rosenblum
- Applied/Fashion/Advertising: Inez van Lamsweerde and Vinoodh Matadin
- Art: Sigmar Polke
- Design: J. Abbott Miller
- Photojournalism: Steve Hart
- Publication: Horst Faas and Tim Page, Requiem: By the Photographers Who Died in Vietnam and Indochina
- Writing: Robert Coles
- Young Photographer: Michael Ackerman

1999
- Master of Photography: Arnold Newman
- Lifetime Achievement: Harold Evans
- Applied/Fashion/Advertising: Julius Shulman
- Art: Hiroshi Sugimoto
- Design: Bart Houtman and Guido van Lier
- Photojournalism: Alexandra Boulat
- Publication: Charles Bowden, Juárez: The Laboratory of Our Future
- Writing: John Morris
- Young Photographer: Nicolai Fuglsig
- Special Presentation: L. Fritz Gruber

2000
- Cornell Capa Award: Robert Frank
- Lifetime Achievement: Nathan Lyons
- Applied/Fashion/Advertising: Hubble Heritage Project
- Art: Adam Fuss
- Photojournalism: James Nachtwey
- Publication: Manfred Heiting, Helmut Newton Work
- Writing: Andy Grundberg
- Young Photographer: Zach Gold

2001
- Cornell Capa Award: Mary Ellen Mark
- Lifetime Achievement: Roger Thérond
- Applied/Fashion/Advertising: Philip-Lorca diCorcia
- Art: Andreas Gursky
- Photojournalism: Luc Delahaye
- Publication: Jeff L. Rosenheim and Douglas Eklund, Unclassified: A Walker Evans Anthology
- Writing: Eugenia Parry
- Young Photographer: Elinor Carucci

2002
- Cornell Capa Award: here is new york: a democracy of photographs
- Lifetime Achievement: Michael E. Hoffman
- Applied/Fashion/Advertising: RJ Muna
- Art: Shirin Neshat
- Photojournalism: Tyler Hicks
- Publication: Robert Lebeck and Bodo von Dewitz, Kiosk: A History of Photojournalism
- Writing: Ariella Azoulay
- Young Photographer: Lynsey Addario
- Special Presentation: The New York Times "Portraits of Grief"

2003
- Cornell Capa Award: Marc Riboud
- Lifetime Achievement: Bernd and Hilla Becher
- Applied/Fashion/Advertising: Thái Công
- Art: Zarina Bhimji
- Photojournalism: Alex Majoli
- Publication: Deirdre O'Callaghan, Hide That Can
- Writing: Sara Stevenson
- Young Photographer: Jonas Bendiksen

2004
- Cornell Capa Award: Josef Koudelka
- Lifetime Achievement: William Eggleston
- Applied/Fashion/Advertising: Alison Jackson
- Art: Fiona Tan
- Photojournalism: Simon Norfolk
- Publication: Doon Arbus and Elisabeth Sussman, Diane Arbus: Revelations
- Writing: Susan Sontag
- Young Photographer: Tomoko Sawada

2005
- Cornell Capa Award: Susan Meiselas
- Lifetime Achievement: Bruce Weber
- Applied/Fashion/Advertising: Deborah Turbeville
- Art: Loretta Lux
- Photojournalism: The New Yorker
- Publication: Henryk Ross, Łódź Ghetto Album
- Writing: Vince Aletti
- Young Photographer: Tomás Munita

2006
- Cornell Capa Award: Don McCullin
- Lifetime Achievement: Lee Friedlander
- Applied/Fashion/Advertising: Steven Meisel
- Art: Thomas Ruff
- Trustee Award: Getty Images
- Photojournalism: Yuri Kozyrev
- Publication: Mary Panzer and Christian Caujolle (Wikidata), Things As They Are: Photojournalism in Context Since 1955
- Writing: Geoff Dyer
- Young Photographer: Ahmet Polat

2007
- Cornell Capa Award: Milton Rogovin
- Lifetime Achievement: William Klein
- Art: Tracey Moffatt
- Trustee Award: Karl Lagerfeld
- Publication: Tendance Floue, Sommes-Nous?
- Writing: David Levi Strauss
- Young Photographer: Ryan McGinley

2008
- Lifetime Achievement: Malick Sidibé
- Applied/Fashion/Advertising: Craig McDean
- Art: Edward Burtynsky
- Trustee Award: Diane Keaton
- Photojournalism: Anthony Suau
- Publication: Taryn Simon, An American Index of the Hidden and Unfamiliar
- Writing: Bill Jay
- Young Photographer: Mikhael Subotzky

2009
- Cornell Capa Award: Letizia Battaglia
- Lifetime Achievement: Annie Leibovitz
- Applied/Fashion/Advertising: Tim Walker
- Art: Rinko Kawauchi
- Trustee Award: Gayle G. Greenhill
- Photojournalism: Geert van Kesteren
- Publication: Aglaia Konrad, Desert Cities
- Writing: Aveek Sen
- Young Photographer: Lieko Shiga (Wikidata)

2010
- Cornell Capa Award: Peter Magubane
- Lifetime Achievement: John G. Morris
- Applied/Fashion/Advertising: Daniele Tamagni
- Art: Lorna Simpson
- Trustee Award: Gilbert C. Maurer
- Photojournalism: Reza
- Publication: Sarah Greenough, Looking In: Robert Frank's "The Americans"
- Writing: Luc Sante
- Young Photographer: Raphaël Dallaporta (Wikidata)

2011
- Cornell Capa Award: Ruth Gruber
- Lifetime Achievement: Elliott Erwitt
- Applied/Fashion/Advertising: Viviane Sassen
- Art: Abelardo Morell
- Trustee Award: The Durst Family
- Photojournalism: Adrees Latif
- Publication: Alec Soth
- Writing: Gerry Badger
- Young Photographer: Peter van Agtmael

2012
- Cornell Capa Award: Ai Weiwei
- Lifetime Achievement: Daido Moriyama
- Applied/Fashion/Advertising: Maurice Scheltens y Liesbeth Abbenes
- Art: Stan Douglas
- Trustee Award: John "Launny" Steffens
- Photojournalism: Benjamin Lowy
- Publication: Museo Nacional Centro de Arte Reina Sofía, The Worker Photography Movement [1926–1939]
- Writing: David Campany
- Young Photographer: Anouk Kruithof

2013
- Cornell Capa Lifetime Achievement: David Goldblatt
- Applied/Fashion/Advertising: Erik Madigan Heck
- Art: Mishka Henner
- Trustee Award: Pat Schoenfeld
- Photojournalism: David Guttenfelder
- Publication: Cristina de Middel, The Afronauts
- Young Photographer: Kitra Cahana
- Special Presentation: Jeff Bridges

2014
- Cornell Capa Lifetime Achievement: Jürgen Schadeberg
- Applied/Fashion/Advertising: Steven Klein
- Art: James Welling
- Photojournalism: Stephanie Sinclair y Jessica Dimmock
- Publication: Adam Broomberg y Oliver Chanarin, Holy Bible
- Young Photographer: Samuel James

2015
- Cornell Capa Lifetime Achievement: Graciela Iturbide
- Art: Larry Fink
- Trustee Award: The Lean In Collection by Getty Images
- Photojournalism: Tomas van Houtryve
- Publication: LaToya Ruby Frazier, The Notion of Family
- New Media: Question Bridge: Black Males
- Young Photographer: Evgenia Arbugaeva
- Special Presentation: Mario Testino

2016
- Lifetime Achievement: David Bailey
- Art: Walid Raad
- Trustee Award: Artur Walther, The Walther Collection
- Documentary and Photojournalism: Zanele Muholi
- Artist's Book: Matthew Connors, Fire in Cairo
- Critical Writing and Research: Susan Schuppli
- Online Platform and New Media: Jonathan Harris y Gregor Hochmuth por Network Effect

2017
- Lifetime Achievement: Harry Benson
- Art: Sophie Calle
- Documentary and Photojournalism: Edmund Clark and Crofton Black, Negative Publicity
- Artist's Book: Michael Christopher Brown, Libyan Sugar
- Critical Writing and Research: Michael Famighetti and Sarah Lewis for "Vision & Justice," Aperture (no. 223, summer 2016)
- Online Platform and New Media: For Freedoms
- Emerging Photographer: Vasantha Yogananthan

2018
- Lifetime Achievement: Bruce Davidson
- Applied: Alexandra Bell
- Art: Samuel Fosso
- Artist's Book: Dayanita Singh, Museum Bhavan
- Critical Writing and Research: Maurice Berger, Race Stories columna en la sección Lens del New York Times
- Documentary and Photojournalism: Amber Bracken
- Emerging Photographer: Natalie Keyssar
- Online Platform and New Media: Women Photograph
- Special Presentation: Juergen Teller
- Trustees Award: Thomson Reuters

2019
- Lifetime Achievement: Rosalind Fox Solomon
- Art: Dawoud Bey
- Critical Writing and Research: Zadie Smith, “Deana Lawson’s Kingdom of Restored Glory” por The New Yorker
- Emerging Photographer: Jess T. Dugan
- Special Presentation: Shahidul Alam